# Eudistoma clarum
Eudistoma clarum är en sjöpungsart som först beskrevs av Van Name 1902.  Eudistoma clarum ingår i släktet Eudistoma och familjen Polycitoridae. Inga underarter finns listade i Catalogue of Life.